# Pere Bohigas i Balaguer
Pere Bohigas y Balaguer (Villafranca del Panadés, Alto Panadés 20 de febrero de 1901 — Barcelona, 27 de febrero de 2003) fue un filólogo y bibliófilo catalán.

## Biografía
Participó en los Estudios Universitarios Catalanes y en 1924 se doctoró en Filosofía y Letras por la Universidad de Barcelona, donde fue profesor de Paleografía hasta el 1939. El 1926 marchó a París y el 1929 a Inglaterra, donde completó su formación. También fue profesor en la Escuela de Bibliotecarios. El 1941 obtuvo por oposición una plaza al Cuerpo de Archiveros, Bibliotecarios y Arqueólogos, que le permitió trabajar como conservador de la sección de manuscritos y reserva de la Biblioteca de Cataluña hasta 1971. Dirigió los cursos de catalán de la Diputación de Barcelona de 1967 a 1973
Colaboró en el encuentro de materiales para la Obra del Cancionero Popular de Cataluña de Higinio Anglés y publicó un repertorio de manuscritos catalanes. Ha sido miembro de la Academia de Buenas Letras de Barcelona, y del Comité Internacional de Paleografía. El 1953 participó en el VII Congreso Internacional de Lingüística Románica de Barcelona, y el 1956 dirigió la Biblioteca Catalana de Obras Antiguas, donde editó unos Milagros de la Virgen María. Colaboró con varias publicaciones, como Revista de Cataluña.
Miembro del Instituto de Estudios Catalanes desde 1942, del que será máximo responsable de 1961 a 1968.
Presidió la Sección Filológica del Instituto de Estudios Catalanes de 1962 a 1989, en el que ha publicado numerosos estudios y textos de literatura catalana medieval, como los de Ausiàs March,  Profecías Catalanas de los s. XIV-XV, Tractar caballería en la colección Nuestros Clásicos, Ramon Llull, Francesc Eiximenis, la materia de Bretaña y la Biblia en Cataluña.
También realizó estudios y ediciones de obras de literatura castellana como La Celestina, la edición del Baladro de Sabio Merlín, y una tesis doctoral sobre los textos hispánicos de la Búsqueda del Santo Graal.
Fue miembro honorífico de la Sociedad Verdaguer. El 1990 recibió la Cruz de Sant Jordi. Murió a los 102 años y fue enterrado al Cementerio de las Cortes (Barcelona).

## Obras
- Los textos españoles y gallego-portugueses de la Demanda del Santo Grial (1925)
- El libro español (ensayo histórico) (1962)
- La ilustración y la decoración del libro en Cataluña (1960-1967)
- Aportació a l'estudi de la literatura catalana (1982)
- Sobre manuscrits i biblioteques (1985)
- Folklore del Penedès (1993)
- Curial e Güelfa (1993)